# وزارت دادگستری (کویت)
وزارت دادگستری (انگلیسی: Ministry of Justice) یکی از سازمان‌های دولتی کویت است که جزئی از کابینه این کشور محسوب می‌شود. این وزارتخانه مسئول تدوین قوانین جزایی و کیفری، برگزاری دادگاه‌ها، رسیدگی به امور زندان‌ها و زندانیان است.
این وزارتخانه در تاریخ ۱۶ فوریه ۱۹۷۸ با حکم شرعی جابر احمد الصباح امیر کویت تأسیس شده است. ناصر یوسف السمیط وزیر فعلی این وزارتخانه است.

## وظایف وزارتخانه
این وزارتخانه مسئول تمام موارد زیر است:
- رعایت و حفظ قوانین آیین دادرسی حاکم بر دادگاه‌های مدنی و کیفری
- تحقیق و پیگرد قانونی جرم مطابق با مفاد قانون؛ مسئولیت‌ها شامل جرایم سنگین و بزه‌کاری‌ها می‌شود
- نظارت بر زندان‌ها
- ارائه تخصص فنی به طرفین و سایر ادارات دولتی
- اجرای اسناد قضایی و دادخواست‌ها
- اجرای احکام و ضمانت‌نامه‌های اجرایی، از جمله پذیرش، واریز و پرداخت مبالغ مربوطه، مطابق با مفاد قانون.

وزارت دادگستری کویت همچنین مسئول موارد زیر است که باید مطابق با مفاد قانون تصویب شوند:
- ثبت، احراز هویت و صدور گواهی املاک
- نگهداری دفاتر تجاری
- حفاظت/نگهبانی از خردسالان و سایر اقشار آسیب‌پذیر
- ردیابی موجودی دارایی افراد ناشناس یا افرادی که وارث آنها مشخص نیست
- در صورت لزوم، نگهداری چنین میراث‌هایی که از سازمان‌های دولتی منتقل شده و تحویل آنها به ذینفعان مطابق با قوانین جاری
- همکاری با سایر کشورهای عربی و اسلامی و سازمان‌ها در زمینه‌های حقوقی و قضایی.

## فهرست وزرا
وزرا دادگستری کویت از سال ۱۹۷۸ تا کنون به شرح زیر است:
- عبدالله مفرج[۳] (۱۹۷۸–۱۹۸۱)
- سلمان الدعی الصباح[۴] (۱۹۸۲–۱۹۸۵) [به‌عنوان وزیر دادگستری، امور حقوقی و اداری]
- سعود محمد العصیمی[۵] (۱۹۸۶) [به‌عنوان وزیر دادگستری، امور حقوقی و اداری]
- ضاری عبدالله عثمان[۶] (۱۹۸۷–۱۹۹۱) [به‌عنوان وزیر دادگستری، امور حقوقی و اداری]
- غازی عبید السمر[۷] (۱۹۹۲) [به‌عنوان وزیر دادگستری، امور حقوقی و اداری]
- مشاری الجاسم الانجاری[۸] (۱۹۹۳–۱۹۹۶) [به‌عنوان وزیر دادگستری، امور حقوقی و اداری]
- محمد ضیف‌الله الشرار[۲] (۱۹۹۷–۱۹۹۸) [به‌عنوان وزیر دادگستری، امور حقوقی و اداری]
- احمد خالد کولیب[۹] (۱۹۹۹) [به‌عنوان وزیر دادگستری، امور حقوقی و اداری]
- سعد جاسم یوسف الحاشل[۱۰] (۲۰۰۰–۲۰۰۱)
- احمد یعقوب باقر[۱۱] (۲۰۰۲–۲۰۰۵)
- عبدالله المعتوق[۱۲] (۲۰۰۶–۲۰۰۷)
- حسین الحریتی[۱۳] (۲۰۰۸–۲۰۰۹)
- راشد عبدالمحسن الحماد[۱۴][۱۵] (۲۰۰۹–۲۰۱۰)
- احمد عبدالمحسن الملیفی[۱۶] (۲۰۱۱–۲۰۱۴)
- نایف العجمی[۱۷][۱۸][۱۹] (۲۰۱۴)
- یعقوب الصانع[۲۰][۲۱][۲۲] (۲۰۱۴–۲۰۱۶)
- فهد محمد محسن العفاسی[۲۳](۲۰۱۷–۲۰۲۰)
- نواف الیاسین[۲۴](۲۰۲۰–۲۰۲۱)
- عبدالله یوسف عبدالرحمان الرومی[۲۵](۲۰۲۰–۲۰۲۱)
- جمال هذل الجلوی[۲۶](۲۰۲۱–۲۰۲۲)
- عبدالعزیز مجید الماجد[۲۷] (۲۰۲۲–۲۰۲۳)
- عامر محمد علی‌محمد (۲۰۲۳–۲۰۲۳)
- فالح عبدالله عید فالح الرقبه (۲۰۲۳–۲۰۲۳)
- فیصل سعید الغریب (۲۰۲۴–۲۰۲۴)
- محمد ابراهیم الوسمی (۲۰۲۴–۲۰۲۴)
- ناصر یوسف السمیط (۲۰۲۴-)